# Trovo Live
Pour la commune italienne , voir Trovo.
 (avril 2022).
Trovo (anciennement Madcat) est une plateforme de diffusion en direct de jeux vidéo . Comme pour Twitch, Trovo propose des options d'abonnement payant à plusieurs niveaux pour chaque chaîne, à partir de 1,99 US$, 4,99 USD et 8,99 USD, ce qui offre aux abonnés des récompenses personnalisables,,. 